# Gerhart von Schulze-Gaevernitz

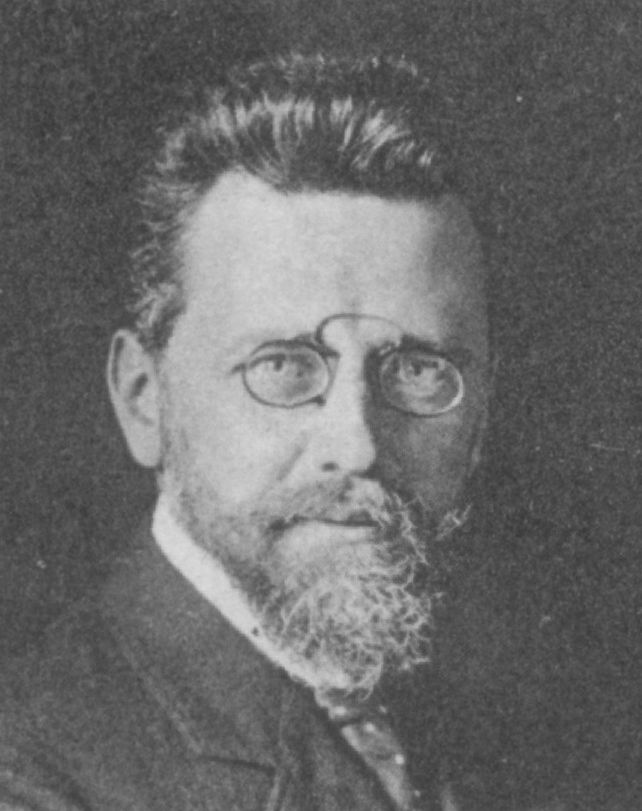
Gerhart von Schulze-Gaevernitz als Reichstagsabgeordneter 1912

Gerhart von Schulze-Gaevernitz (* 25. Juli 1864 in Breslau, Provinz Schlesien; † 10. Juli 1943 in Krainsdorf, Landkreis Glatz, Provinz Niederschlesien) war ein deutscher Nationalökonom und Politiker (FVg, FVP, DDP).

## Leben und Beruf
Schulze-Gaevernitz, Sohn des Staatsrechtslehrers Hermann von Schulze-Gävernitz und ursprünglich evangelischen Glaubens, studierte nach dem Abitur in Breslau an den Universitäten in Heidelberg, Göttingen, Leipzig, Berlin und Moskau Rechtswissenschaften. Nach der Referendarzeit in Straßburg und Colmar sowie der Großen Juristischen Staatsprüfung arbeitete er bei der Norddeutschen Bank in Hamburg. Zu dieser Zeit wurde er als Externer in Göttingen zum Doktor der Rechte promoviert. Nach seiner juristischen Habilitation in Leipzig wurde der Schüler Lujo Brentanos 1891 mit der Arbeit Carlyles Stellung zu Christentum und Revolution zusätzlich zum Doktor der Philosophie promoviert. 1893 erfolgte seine Berufung zum außerordentlichen Professor für Volkswirtschaft an die Universität in Freiburg im Breisgau, wo er 1896 Ordinarius wurde und bis zu seiner Emeritierung 1923 lehrte. 1924 nahm er eine Gastprofessur in den USA wahr. Nachdem es bei einem Vortrag 1932 in Freiburg zu einem heftigen Zusammenstoß mit NS-Studenten gekommen war, zog er sich auf sein Krainsdorfer Gut in der vormaligen Grafschaft Glatz zurück, wo er zunehmend unter dem Einfluss synkretistisch-religiöser Vorstellungen lebte. 1928 trat er den Quäkern bei. 1906 wurde er mit dem Ritterkreuz 1. Klassen des Ordens vom Zähringer Löwen – 1914 zusätzlich mit Eichenlaub – ausgezeichnet und 1909 zum Geheimen Hofrat ernannt.
Gerhart von Schulze-Gaevernitz war einer der Mitbegründer der Löwenberger Arbeitsgemeinschaft.
Mit seiner Ehefrau Johanna Hirsch (* 23. Mai 1876 in Mannheim; † 28. September 1937 in Varenna) hatte er die Kinder:
- Ruth Gaevernitz (* 12. Juni 1898 in Freiburg im Breisgau; † 26. Juli 1993 in London) war eine britische Historikerin.
- Gero von Schulze-Gaevernitz (* 27. September 1901 in Freiburg im Breisgau; † 6. April 1970 auf den Kanaren) war ein deutscher Ökonom.
- Margiana von Schulze-Gaevernitz (* 5. Juli 1904 in Freiburg im Breisgau; † 1989 in Gstaad) war verheiratet mit Edmund Stinnes.

## Parteimitgliedschaften
Während der Kaiserzeit kandidierte Schulze-Gaevernitz 1898 zum Reichstag für die Freisinnige Vereinigung. Seit spätestens 1903 gehörte er dieser Partei an, die 1910 in der Fortschrittlichen Volkspartei aufging. Nach dem Ersten Weltkrieg trat er der Deutschen Demokratischen Partei bei. Unterlagen zu Schulze-Gaevernitz, u. a. ein Tagebuch, liegen im Archiv des Liberalismus der Friedrich-Naumann-Stiftung für die Freiheit in Gummersbach.

## Abgeordnetentätigkeit
Schulze-Gaevernitz war von 1912 bis 1918 Reichstagsabgeordneter für den Wahlkreis Großherzogtum Baden 5 (Freiburg im Breisgau). 1919/20 war er Mitglied der Deutschen Nationalversammlung für die Deutsche Demokratische Partei (DDP) in Baden.
Von einer Reise nach Konstantinopel im März 1916 berichtete er der Reichsregierung über den Völkermord an den Armeniern. Er gehörte 1919/20 der Weimarer Nationalversammlung an, seit er am 12. April 1919 für den badischen Außenminister Hermann Dietrich nachgerückt war. Dort beantragte er am 5. Juli 1919 vergeblich, das Staatsoberhaupt nicht „Reichspräsident“, sondern „Reichswart“ zu nennen. Er begründete dies damit, dass ein Präsident einem Kollegialorgan vorsitze, was das Staatsoberhaupt aber überhaupt nicht tue, außerdem bestehe bei dieser Benennung die Gefahr, dass es zu einer Verwechslung mit dem Amt des Reichstagspräsidenten komme. Das Staatsoberhaupt habe hingegen die Aufgabe, die Verfassung zu verteidigen und zu gewährleisten, er erfülle also die Aufgaben eines Wartes der Verfassung.

## Werke (Auswahl)
- Zum socialen Frieden. Eine Darstellung der socialpolitischen Erziehung des englischen Volkes im neunzehnten Jahrhundert. 2 Bde. Leipzig: Duncker & Humblot, 1890 (Digitalisierte Ausgabe unter: urn:nbn:de:s2w-7790).
- Der Großbetrieb – ein wirtschaftlicher und sozialer Fortschritt. Eine Studie auf dem Gebiet der Baumwollindustrie. Leipzig: Duncker & Humblot, 1892 (Digitalisierte Ausgabe unter: urn:nbn:de:s2w-7749).
- Volkswirtschaftliche Studien aus Rußland. Leipzig: Duncker & Humblot, 1899 (Digitalisierte Ausgabe unter: urn:nbn:de:s2w-7763).
- Britischer Imperialismus und englischer Freihandel zu Beginn des zwanzigsten Jahrhunderts. Leipzig: Duncker & Humblot, 1906 (Digitalisierte Ausgabe unter: urn:nbn:de:s2w-7776).
- Neubau der Weltwirtschaft. Berlin: Heymann, 1918 (Digitalisierte Ausgabe unter: urn:nbn:de:s2w-7673).
- Die deutsche Kreditbank. Tübingen: Mohr, 1922 (Digitalisierte Ausgabe unter: urn:nbn:de:s2w-7751).
- Democracy and Religion. A Study in Quakerism. [2. impr.] London: Allen [u. a.], 1931 (Digitalisierte Ausgabe unter: urn:nbn:de:s2w-7839).
- Zur Wiedergeburt des Abendlandes. Berlin: Runge, 1934 (Digitalisierte Ausgabe unter: urn:nbn:de:s2w-7699).

Manuskripte
- Wirtschaftsgeschichte. § 1 – § 8. Unpubliziert. Entstanden nach 1910 (Digitalisierte Ausgabe unter: urn:nbn:de:s2w-7521).
- Finanzwissenschaft. § 12 – § 23. Unpubliziert. Entstanden 1913–1914 (Digitalisierte Ausgabe unter: urn:nbn:de:s2w-7547).